# Títulos do Sport Club do Recife
A lista, abaixo, mostra os principais títulos da história do Sport Club do Recife. No futebol, estão inclusos os títulos da categoria profissional, categorias de base e futebol feminino. Nos esportes olímpicos, estão os títulos das seguintes modalidades: basquete, futsal, hóquei, judô, natação, remo, taekwondo, tênis de mesa, vôlei e atletismo.

## Futebol profissional

### Títulos principais

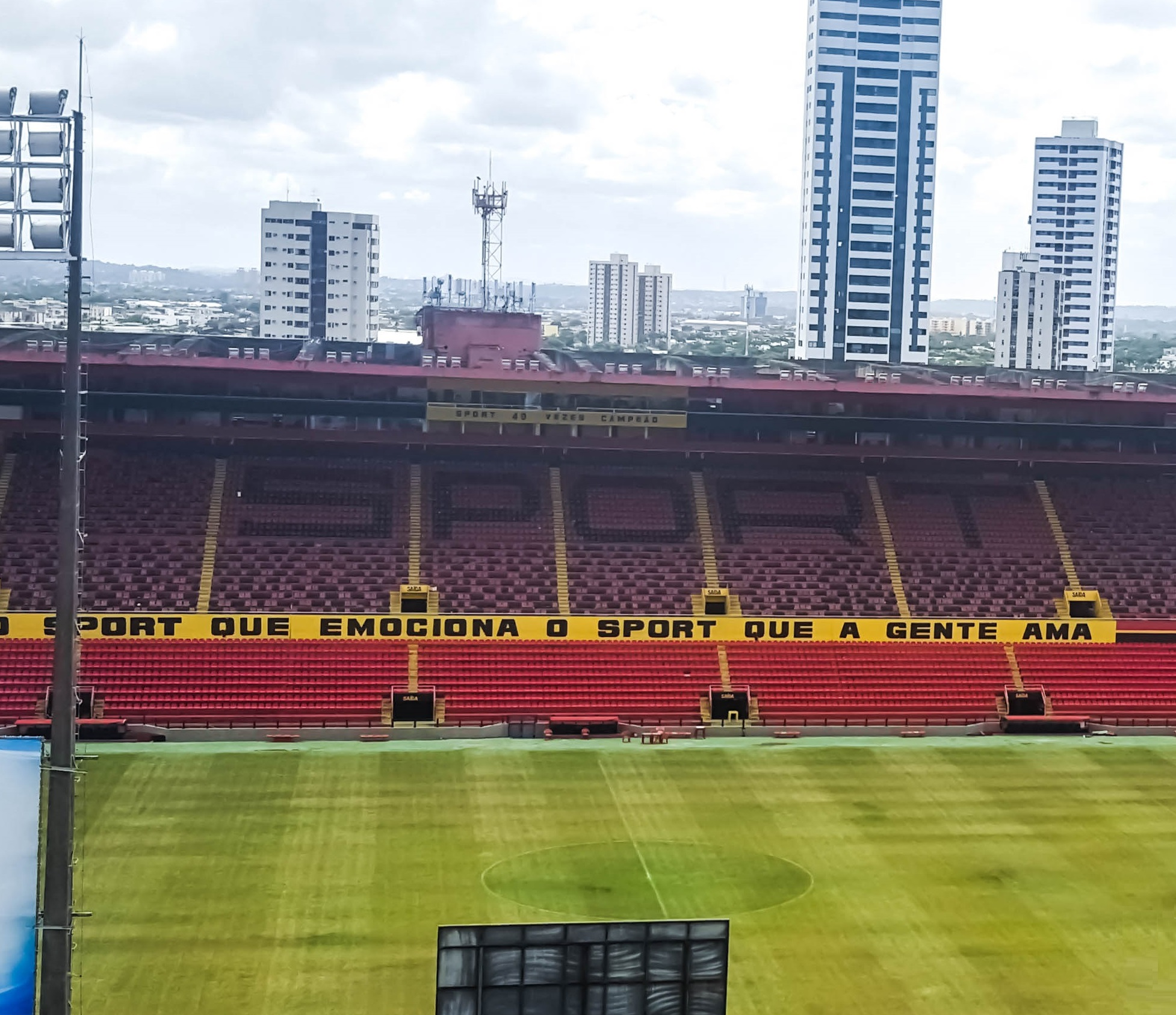
Na Ilha, o Leão do Norte conquistou os seus três títulos nacionais de elite, ao vencer o Campeonato Brasileiro de 1987, o Troféu Roberto Gomes Pedrosa de 1987 e a Copa do Brasil de 2008.

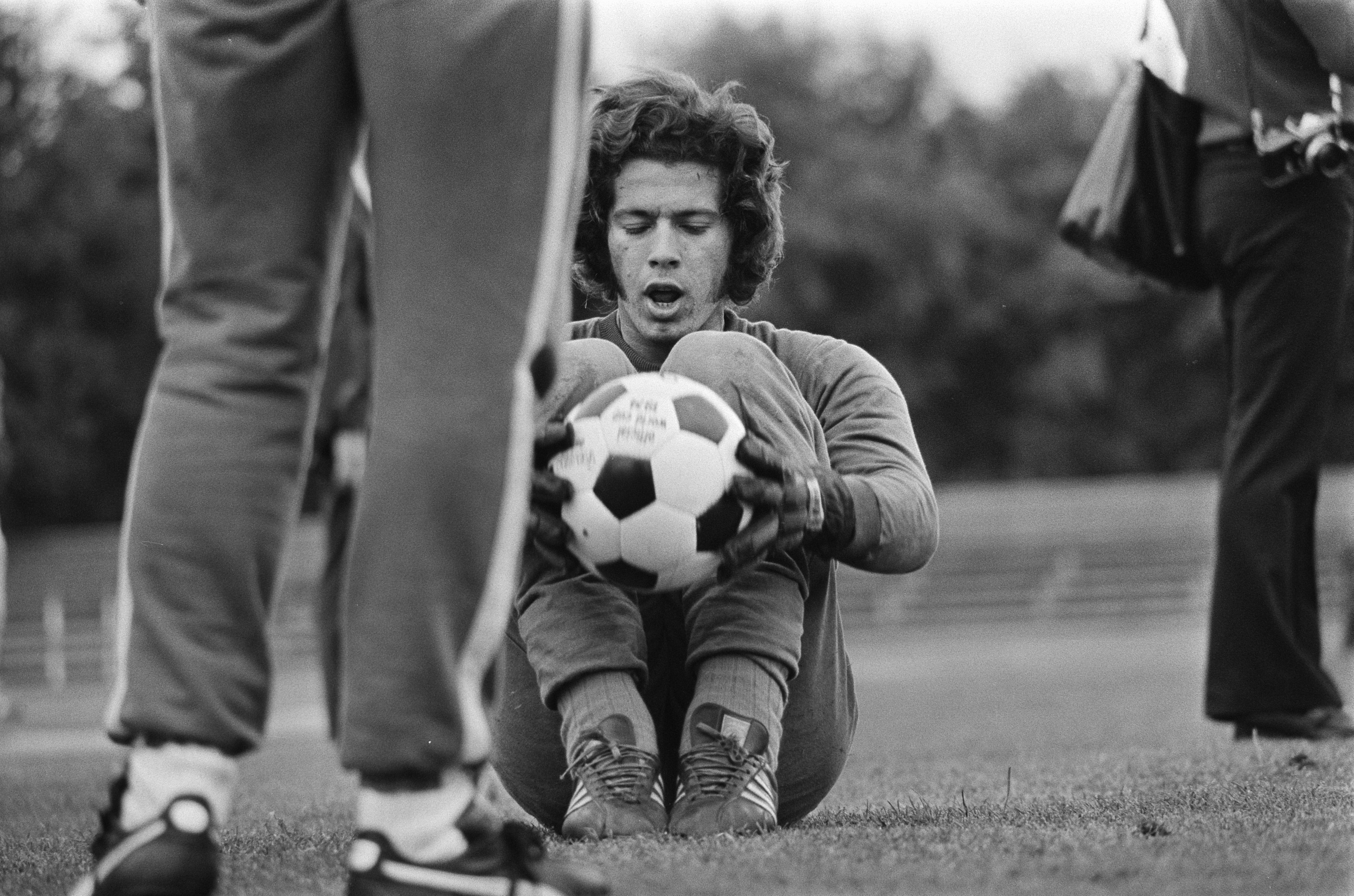
Emerson Leão, contratado como goleiro pelo Sport Club do Recife, em 1987, encerrou sua carreira de jogador, no mesmo ano, pelo Rubro-negro Pernambucano, e contribuiu, como treinador, para os títulos do Troféu Roberto Gomes Pedrosa de 1987 e do Campeonato Brasileiro de 1987, sendo, este último, com Jair Picerni.

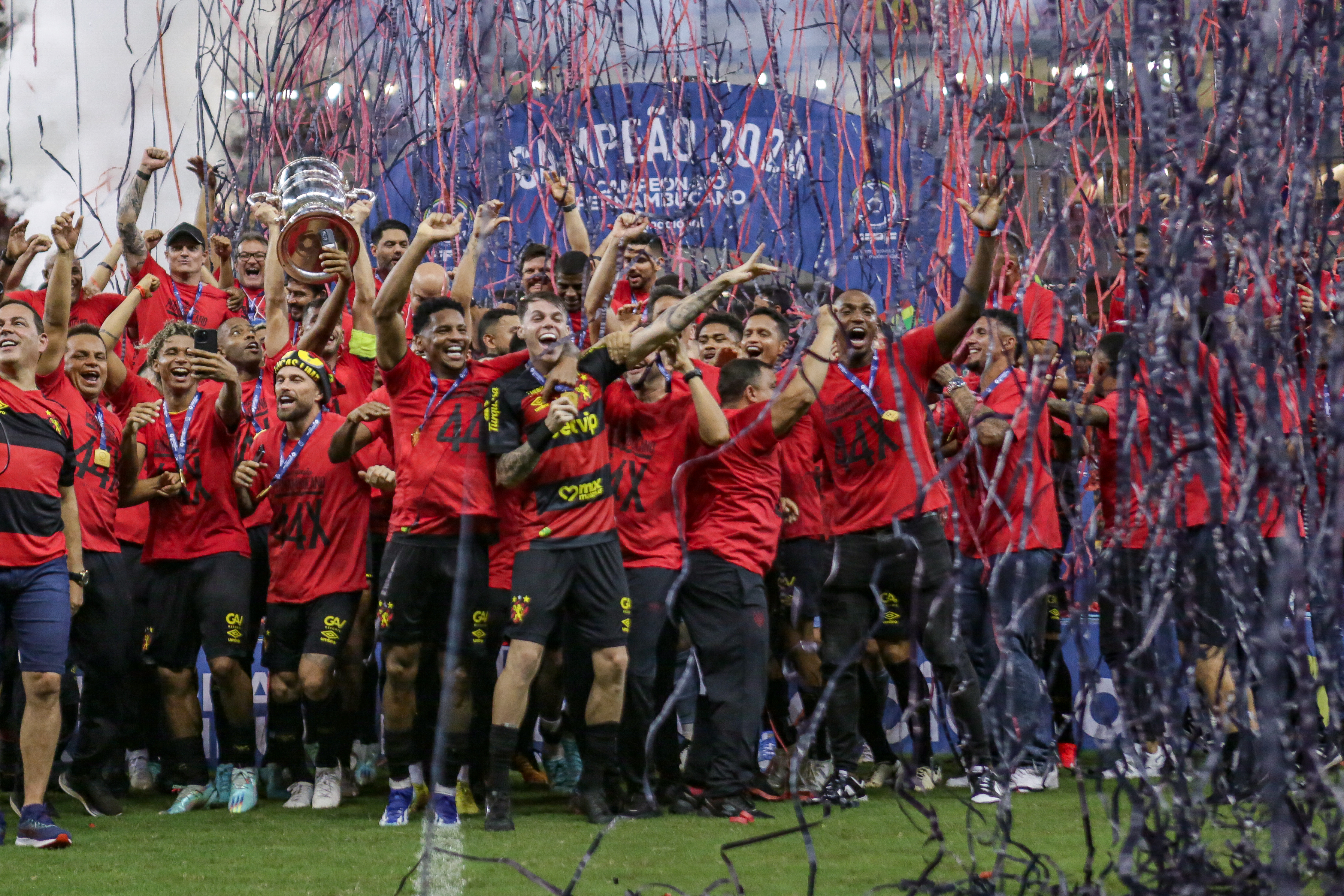
O Sport é o maior campeão estadual, contando com 44 troféus.

| |  |  |
| Imagens dos troféus do Campeonato Brasileiro e da Copa do Brasil respectivamente, sendo os principais conquistados pela equipe. |  |  |

| HONRARIAS       | HONRARIAS                       | HONRARIAS | HONRARIAS |
|                 | Competição                      | Títulos   | Temporadas |
| --------------- | ------------------------------- | --------- | --- |
|                 | Clube Clássico Mundial          | 1         | 2010 |
|                 | The Best FIFA Fan Award         | 1         | 2020 |
| NACIONAIS       |                                 |           | |
|                 | Competição                      | Títulos   | Temporadas |
|                 | Campeonato Brasileiro           | 1         | 1987 |
|                 | Copa do Brasil                  | 1         | 2008 |
|                 | Campeonato Brasileiro - Série B | 1         | 1990 |
| INTER-REGIONAIS |                                 |           | |
|                 | Competição                      | Títulos   | Temporadas |
|                 | Torneio Norte-Nordeste          | 1         | 1968 |
| REGIONAIS       |                                 |           | |
|                 | Competição                      | Títulos   | Temporadas |
|                 | Copa do Nordeste                | 3         | 1994, 2000 e 2014 |
| ESTADUAIS       |                                 |           | |
|                 | Competição                      | Títulos   | Temporadas |
|                 | Campeonato Pernambucano         | 44        | 1916, 1917, 1920, 1923, 1924, 1925, 1928, 1938, 1941, 1942, 1943, 1948, 1949, 1953, 1955, 1956, 1958, 1961, 1962, 1975, 1977, 1980, 1981, 1982, 1988, 1991, 1992, 1994, 1996, 1997, 1998,[carece de fontes?] 1999, 2000, 2003, 2006, 2007, 2008, 2009, 2010, 2014, 2017, 2019, 2023 e 2024 |
|                 | Torneio Início                  | 18        | 1920, 1923, 1924, 1925, 1927, 1928, 1932, 1935, 1940, 1945, 1957, 1958, 1959, 1960, 1966, 1968, 1974 e 1977 |

 Torneio com chancela da CBD/CBF.
 Campeão invicto.
 Supercampeão.

### Outros títulos
| INTERNACIONAIS       | INTERNACIONAIS                                                   | INTERNACIONAIS | INTERNACIONAIS                           |
|                      | Competição                                                       | Títulos        | Temporadas                               |
| -------------------- | ---------------------------------------------------------------- | -------------- | ---------------------------------------- |
|                      | Torneio Internacional Leopoldo Casado                            | 1              | 1980                                     |
|                      | Taça Ariano Suassuna                                             | 4              | 2015, 2016, 2017, 2018                   |
| NACIONAIS            |                                                                  |                |                                          |
|                      | Competição                                                       | Títulos        | Temporadas                               |
|                      | Troféu Roberto Gomes Pedrosa (Módulo Amarelo)                    | 1              | 1987                                     |
| Brasil               | Qualificatório da Taça Ouro                                      | 1              | 1980                                     |
| INTER-REGIONAIS      |                                                                  |                |                                          |
|                      | Competição                                                       | Títulos        | Temporadas                               |
|                      | Taça Norte                                                       | 1              | 1962                                     |
| Pará                 | Troféu Leão do Norte                                             | 1              | 1919                                     |
| Pernambuco           | Torneio Quadrangular do Recife                                   | 1              | 1955                                     |
| REGIONAIS            |                                                                  |                |                                          |
|                      | Competição                                                       | Títulos        | Temporadas                               |
|                      | Torneio do Nordeste                                              | 2              | 1968 e 1970                              |
|                      | Taça Brasil — Grupo Norte                                        | 3              | 1959, 1962, 1963                         |
| Bahia                | Torneio Quadrangular Rubro-negro                                 | 1              | 1962                                     |
| Pernambuco           | Taça Henrique Jacques                                            | 1              | 1965                                     |
| Ceará                | Troféu Casas Pernambucanas                                       | 1              | 1969                                     |
| Pernambuco           | Troféu Gilberto Freyre                                           | 1              | 1982                                     |
| INTERESTADUAIS       |                                                                  |                |                                          |
|                      | Competição                                                       | Títulos        | Temporadas                               |
| Pernambuco · Alagoas | Taça dos Campeões                                                | 1              | 2019                                     |
| Pernambuco · Piauí   | Quadrangular Pernambuco/Piaui                                    | 1              | 1961                                     |
| Pernambuco · Paraíba | Torneio Paraíba-Pernambuco                                       | 1              | 1965                                     |
| Pernambuco           | Torneio Triangular Interestadual                                 | 1              | 1963                                     |
| Pernambuco · Bahia   | Torneio Quadrangular Interestadual                               | 1              | 1964                                     |
| ESTADUAIS            |                                                                  |                |                                          |
|                      | Competição                                                       | Títulos        | Temporadas                               |
| Pernambuco           | Copa Pernambuco                                                  | 3              | 1998, 2003 e 2007                        |
| Pernambuco           | Torneio Ilha Retiro                                              | 1              | 1955                                     |
| Pernambuco           | Torneio LPDT                                                     | 2              | 1920, 1928                               |
| Pernambuco           | Torneio Aniversario LIGA                                         | 1              | 1933                                     |
| Pernambuco           | Torneio João Havelange                                           | 1              | 1959                                     |
| Pernambuco           | Torneio Triangular do Recife                                     | 1              | 1961                                     |
| Pernambuco           | Torneio Recife                                                   | 1              | 1977                                     |
| Pernambuco           | Taça Tabocas e Guararapes                                        | 6              | 1997, 1999, 2000, 2007, 2008, 2009       |
| Pernambuco           | Taça Confederação do Equador                                     | 7              | 1997, 1996, 2003, 2006, 2007, 2008, 2009 |
| Pernambuco           | Troféu Centenário do Clássico dos Clássicos                      | 1              | 2009                                     |
| Pernambuco           | Troféu Givanildo Oliveira (Centenário do Clássico das Multidões) | 1              | 2016                                     |

### Conquistas individuais

#### Nacionais
- Artilheiro do Campeonato Brasileiro

1. Diego Souza - 2016 - (14 gols).

- Artilheiro da Copa do Brasil

1. Romerito - 2008 - (6 gols).

- Artilheiro da Copa dos Campeões

1. Adriano - 2000 - (3 gols).
2. Nildo - 2000 - (3 gols).

- Artilheiro da Campeonato Brasileiro da Série B

1. Guilherme - 2019 - (17 gols).

- Prêmio Belfort Duarte

1. João Carlos Pires - 1966.
2. Helmiton Cardoso de Freitas - 1970.

- Troféu Bola de Prata (Revista Placar)

1. Gilberto - 1992.
2. Aílton - 1992.
3. Jackson - 1998.

- Troféu Charles Müller

1. Gilberto - 1992.

- Craque da Série B

1. Magrão - 2010.

- Troféu Armando Nogueira

1. Cicinho - 2012.
2. Patric - 2014.

#### Interregionais
- Artilheiro da Torneio Norte-Nordeste

1. Fernando Lima - 1968 - (12 gols).

#### Regionais
- Artilheiro da Copa do Nordeste

1. Fábio - 1994 - (5 gols).

#### Estaduais
- Artilheiros do Campeonato Pernambucano

1. Julinho Soares - 1930 - (4 gols).
2. Marcílio de Aguiar - 1933 - (21 gols).
3. Ademir de Menezes - 1941 - (11 gols).
4. Genival- 1943 - (12 gols).
5. Amorim - 1947 - (24 gols).
6. Traçaia - 1955 - (22 gols).
7. Naninho - 1956 - (25 gols).
8. Pacoti - 1958 - (36 gols).
9. Djalma Freitas - 1960 - (35 gols).
10. Oswaldo - 1961 - (16 gols).
11. Zezinho - 1968 - (14 gols).
12. Duda - 1971 - (12 gols).
13. Dario (Dadá Maravillha) - 1975 - (32 gols).
14. Dario (Dadá Maravillha) - 1976 - (30 gols).
15. Luís Carlos - 1984 - (40 gols).
16. Luís Carlos - 1986 - (14 gols).
17. Robertinho - 1988 - (17 gols).
18. Moura - 1991 - (26 gols).
19. Leonardo - 1997 - (14 gols).
20. Leonardo - 1999 - (24 gols).
21. Jacques - 2000 - (15 gols).
22. Rodrigo Gral - 2001 - (14 gols).
23. Ciro - 2010 - (13 gols).
24. Elber - 2015 - (5 gols).

## Futebol Feminino
| REGIONAIS          | REGIONAIS                                          | REGIONAIS | REGIONAIS                                                    |
|                    | Competição                                         | Títulos   | Temporadas                                                   |
| ------------------ | -------------------------------------------------- | --------- | ------------------------------------------------------------ |
|                    | Copa do Nordeste Feminino                          | 1         | 2018                                                         |
| ESTADUAIS          |                                                    |           |                                                              |
|                    | Competição                                         | Títulos   | Temporadas                                                   |
|                    | Campeonato Pernambucano Feminino                   | 10        | 1999, 2000, 2007, 2008, 2009, 2017, 2018, 2022, 2023 e 2024. |
|                    | Campeonato de Futebol Feminino                     | 3         | 1981, 1983 e 1984                                            |
|                    | Torneio Rota do Mar de Futebol Feminino            | 1         | 2005                                                         |
|                    | Copa José da Silva Barbosa                         | 1         | 1985                                                         |
| MUNICIPAIS         |                                                    |           |                                                              |
|                    |                                                    |           |                                                              |
|                    | Taça Recife                                        | 1         | 1981                                                         |
| OUTROS TÍTULOS     |                                                    |           |                                                              |
|                    | Troféu da "Garra da Mulher Pernambucana" FPF       | 1         | 2018                                                         |
| CATEGORIAS DE BASE |                                                    |           |                                                              |
|                    | Competição                                         | Títulos   | Temporadas                                                   |
|                    | Copa Coca-Cola de Futebol Moleque do Brasil Sub-15 | 1         | 2012                                                         |

 Campeão invicto.

## Categorias de Base

### Sub-23 (Aspirantes)

#### Estaduais
- Campeonato Pernambucano de Futebol: 1924, 1941, 1947, 1953, 1955, 1956, 1994 e 2019

### Sub-20 (Júnior)

#### Internacionais
- Torneio de Chênois: 1999.
- Torneio de Plattenhardt: 2011.

#### Nacionais
- Taça Capital da Solidariedade: 2008.

#### Regionais
- Copa Nordeste de Juniores: 2003.

#### Estaduais
- Campeonato Pernambucano de Futebol de Juniores: 1924, 1925, 1936, 1938, 1939, 1940, 1941, 1942, 1943, 1949, 1950, 1951, 1953, 1954, 1955, 1957, 1968, 1972, 1973, 1974, 1976, 1977, 1982, 1988, 1997, 1998, 1999, 2001, 2006, 2010, 2011, 2015, 2016 , 2017, 2019, 2022 e 2024[19]

### Sub-19 (Junior)

#### Internacionais
- Mad Cup Sub-19: 2024.

### Sub-17 (Juvenil)

#### Regionais
- I Copa Maceió de Futebol Sub-17: 2008.
- I Copa de Futebol de Base de Oeiras: 2016.

#### Estaduais
- Campeonato Pernambucano de Futebol Juvenil: 1937, 1938, 1949, 1950, 1954 e 1968.
- Torneio Início Pernambucano Juvenil: 1953, 1965, 1966 e 1968.
- Campeonato Pernambucano Aberto de Futebol Infantil e Juvenil: 1998, 1999, 2003, 2004, 2007, 2009, 2013, 2014, 2016, 2017, 2019, 2020 e 2024[19]
- I Copa Inclusão Social da Polícia Militar de Pernambuco: 2007.
- I Copa Garotão: 2009.
- Copa Camocim: 2009.
- Copa Caruaru: 2009.
- Copa Ibura: 2010.

### Sub-16 (Infantil)
- Copa Carpina: 2014 e 2017.

### Sub-15 (Infantil)

#### Nacionais
- Copa 2 de Julho de Futebol Sub-15: 2018.
- Copa A Gazetinha de Futebol: 2000.

#### Regionais
- Copa Nike Norte-Nordeste: 2000.
- Copa Futgol: 2014.
- I Copa Encontro Brasileiro de Futbase: 2014.
- I Copa de Futebol de Base de Oeiras: 2016.
- Macaíba Cup Sub-15: 2017.

#### Estaduais
- Campeonato Pernambucano Aberto de Futebol Infantil e Juvenil: 1998, 2003, 2004, 2007, 2009, 2011, 2014, 2015, 2016, 2017, 2018, 2019 e 2024[19]
- Copa Pernambuco de Futebol Sub-15: 2024[19]
- I Copa Garotão: 2009.
- Copa Camocim: 2009.
- Copa Caruaru: 2009.
- Copa Cupira: 2009 e 2010.
- Copa Ibura: 2010.

### Sub-14 (Mirim)

#### Regionais
- Copa do Nordeste: 2014, 2015 e 2016.
- I Copa Encontro Brasileiro de Futbase: 2014.
- Copa Futgol: 2014.

### Sub-13 (Mirim)

#### Regionais
- Copa HD: 2014, 2015 e 2016
- I Copa Encontro Brasileiro de Futbase: 2014.
- Copa Independência: 2013.
- Copa Ouro: 2013.

#### Estaduais
- Copa GH8: 2014.
- Campeonato Pernambucano: 2015, 2016, 2017.
- Copa Pernambuco: 2015, 2016, 2017, 2018 e 2024[19]
- Copa Barros: 2018
- Recife Bom de Bola (RBB): 2018

### Sub-12 (Mirim)

#### Estaduais
- Copa Pernambuco: 2017

## Basquete

### (Masculino)

#### Continentais
- Campeonato Sul-Americano Juvenil Masculino: 1975, em Jundiaí (São Paulo).

#### Nacionais
- Campeonato Brasileiro Juvenil Masculino: 1973 e 1974.
- Campeonato Brasileiro Sub-17: 1998.
- Copa Minas Sub-13: 2012.
- Copa Minas Brasília Internacional de Basquete Sub-12: 2017.
- Copa do Brasil de Clubes de Basquete sub 12: 2017

#### Regionais
- Supercopa do Brasil (Fase Nordeste) Masculino - 6 vezes: 1999, 2000, 2004, 2011, 2012, 2013.
- Campeonato do Norte–Nordeste: 12 vezes.
- Torneio Nacional do Ceará: 2014.
- Copa do Nordeste Sub-22: 2014.
- Copa Natal de Basquete sub-13: 2017.
- Copa Natal de Basquete sub-15: 2014 e 2017.
- I Copa Natal de Basquete sub-17: 2014.

#### Estaduais
- Campeonato Pernambucano: 210 vezes (em diversas categorias).
- Campeonato Pernambucano Masculino - 2011, 2012, 2013, 2014 e 2015.
- Campeonato Pernambucano sub-22 - 2014.
- Campeonato Pernambucano sub-19 - 2013 e 2014.
- Copa Pernambuco de Basquete Sub-17 - Taça Ricardo Thibau: 2016 e 2018

 torneio oficial organizado pela CBB

### (Feminino)

#### Continentais
- Campeonato Sul-Americano de Clubes de Basquetebol Feminino - 2014

 Campeão invicto
 torneio oficial organizado pela FIBA
(MVP da competição Adrianinha)

#### Nacionais
- Liga de Basquete Feminino: 2013

#### Regionais
- SESC Open de Basquete Feminino - 2013.

#### Estaduais
- Campeonato Pernambucano - 2011, 2012 e 2013.
- Copa Círculo Militar: 2012.
- Taça João Damásio: 2021.

### Sub-22

#### Regionais
- Pesqueira Open de Basquete: 2016.

### Sub-16

#### Continentais
- Encontro Sulamericano de Basquete (Série Prata): 2016.

### Sub-14

#### Continentais
- Encontro Sulamericano de Basquete (Série Prata): 2016.

### Sub-12

#### Nacionais
- Copa do Brasil de Clubes de Basquete sub 12: 2017

## Futsal

### (Masculino)

#### Regionais
- Campeão Adulto do Nordeste - 2000.
- Campeão da Taça Brasil - Norte–Nordeste.

#### Estaduais
- Campeonato Pernambucano Adulto: 1981, 1999, 2000 e 2001.
- Copa Pernambuco Adulto: 2013 e 2015.
- Campeão Copa Tronadon de Futsal: 2017,2019

##### Categoria de base

###### Nacionais
- Taça Brasil Sub-20 (Masculino): 2010 e 2017.

###### Estaduais
- Campeonato Pernambucano: 2016 e 2017.

### (Feminino)

#### Nacionais
- Campeão da Taça Brasil Sub-17: 2011.

#### Regionais
- Copa Nordeste Ágili de Futsal Feminino: 2004, 2005 e 2008.

#### Estaduais
- Campeonato Pernambucano de Futsal Feminino: 2005, 2008, 2014 e 2015.
- I Copa Aberta Sport Club do Recife: 2004.
- Copa Centenário de Futsal Feminino: 2005.
- Copa Centenário de Futsal Feminino Sub-20: 2005.
- Campeonato Pernambucano Sub-20: 2014 e 2016.
- Campeonato Pernambucano Sub-17: 2016.

### (Categoria de Base)

#### Sub-17

##### Nacionais
- Taça Brasil Sub-17 (Masculino) - 2006 e 2010.

##### Regionais
- Campeão Juvenil Norte–Nordeste - 1998.

##### Estaduais
- Circuito Correios de Futsal Sub-17 (Fase Estadual) - 2013.
- Campeonato Pernambucano Sub-17 - 2014, 2015 e 2016.

#### Sub-15

##### Nacionais
- Taça Brasil: 2013 , 2017 , 2018 ,2021
- Campeonato Brasileiro Infantil - 2001.

##### Estaduais
- Campeonato Pernambucano - 2015 , 2016 , 2017 , 2019 e 2020
- Copa Pernambuco - 2014, 2016 ,2017 e 2019

#### Sub-14
- Campeonato Pernambucano - 2020
- Liga Pernambucana de Futsal - 2019

#### Sub-13

##### Nacionais
- Taça Brasil - 2021
- 4º Talents Cup (Campeonato Brasileiro) - 2011.

##### Regionais
- VIII Copa Ourocap de Futsal - 2011.
- 8º Taça Campina Grande de Futsal - 2011.
- Taça de Futsal Cidade de Aracaju: 2011 e 2017.
- Natal Open de Futsal - 2016.

##### Estaduais
- Copa Verão de Futsal Sub-13: 2017
- Campeonato Pernambucano - 2011 , 2017 e 2020
- XI Copa Pernambuco - 2011.

#### Sub-12

##### Regionais
- Copa Paraíba de Futsal Nordeste: 2014 e 2017.

##### Estaduais
- Campeonato Pernambucano - 2020
- Copa HD - 2016.
- Copa Caruaru - 2018

#### Sub-11

##### Internacionais
- Supercopa América de Futsal: 2017

##### Nacionais
- Copa BR 2016.

##### Regionais
- 7º Taça Paraíba de Futsal - 2012.
- Taça Campina Grande de Futsal - 2012, 2013 e 2014.
- Taça Cidade de João Pessoa - 2014, 2015 e 2016.

##### Estaduais
- Campeonato Pernambucano - 2012 , 2017 e 2019
- Copa Pernambuco - 2013 e 2019
- Copa Verão - 2014 , 2015 e 2018

#### Sub-10

##### Internacionais
- Supercopa América de Futsal: 2019

##### Nacionais
- Copa BR 2016.

##### Regionais
- Taça Cidade de Aracaju - 2013 e 2016.
- Taça Cidade de João Pessoa - 2019

##### Estaduais
- Campeonato Pernambucano - 2018 , 2019 e 2020
- Copa Pernambuco - 2019
- Circuito FPFS de Futsal 2016.

#### Sub-9

##### Internacionais
- Buenos Aires Futsal Cup - 2015 , 2016 e 2019
- Supercopa América de Futsal - 2015.

 Campeão invicto

##### Regionais
- LIGA NORDESTE DE CLUBES - 2021

##### Estaduais
- Campeonato Pernambucano - 2014 e 2015.

#### Sub-8

##### Regionais
- Taça Campina Grande de Futsal - 2014.
- Natal Open de Futsal - 2018.

##### Estaduais
- Campeonato Pernambucano: 2017.
- Circuito FPFS de Futsal - 2016.
- Copa Caruaru - 2018

#### Sub-7

##### Regionais
- Taça Cidade de João Pessoa - 2012 , 2016 e 2019
- Taça Campina Grande de Futsal - 2014.
- Copa Paraíba de Futsal: 2016 e 2017.
- Natal Open de Futsal - 2016.

##### Estaduais
- Campeonato Pernambucano - 2012 , 2016 e 2019
- Copa Verão - 2012. Artilheiro: Adrianinho (5) - 2014.
- Copa Caruaru - 2015 e 2016.
- Copa Pernambuco - 2016 e 2019
- Taça KS de futsal - 2016 e 2017.

#### Sub-6

##### Regionais
- Taça Paraíba de Futsal: 2016.

 Campeão invicto
- Taça Cidade de João Pessoa: 2018

## Hóquei sobre patins

#### Internacionais
- Campeonato Sul-Americano de Clubes - 2012.
- Torneio Internacional dos praticantes de Hóquei da Língua Portuguesa - 1981.

#### Nacionais
- Campeonato Brasileiro: - 1993, 1997, 2010, 2013, 2014 e 2018
- Campeonato Brasileiro Adulto Feminino - 2004.
- Campeonato Brasileiro categorias de base - 17 vezes (em diversas categorias).

 Campeão invicto.

#### Regionais
- Copa do Nordeste de Hóquei - 2014.

#### Estaduais
- Campeonato Pernambucano Adulto - 24 vezes. 1964, 1969, 1970, 1971, 1974, 1975, 1976, 1986, 1988, 1989, 1993, 1994, 1996, 2001, 2005,  2007, 2008, 2010, 2011, 2012, 2013, 2014, 2015 e 2017.
- Torneio Início - 2015 e 2016.
- Copa Transamérica de Hóquei sobre Patins - 2010.
- Campeonato Pernambucano Sub-13 (Mirim) - 2016.

#### Municipais
- Taça Cidade do Recife: 2012 e 2017.

## Judô

#### Nacionais
- Campeonato Brasileiro Feminino: 2 vezes.
- Campeonato Brasileiro (fase nordeste) 2014:

 Brenda Maria - categoria sub-21 feminino pesado.
 Fábio Cristiano - categoria sub-18 masculino ligeiro.
 Thales Balduíno - categoria sub-13 masculino leve.
- Campeonato Brasileiro: 2 vezes.

#### Regionais
- Copa Natal: 2 vezes 2017.

 Felix Aureliano - Categoria Master
 Hallyson - Categoria Master

#### Estaduais
- Campeonato Pernambucano: 13 vezes-2019
- Campeonato Absoluto Feminino: 13 vezes
- IV Copa AABB 2014:

 Pedro Balduíno - Categoria Sub-15
 Thales Balduíno - Categoria Sub-15

## Natação

#### Mundiais
Multinations Youth Swimming Meet é uma competição de natação da Liga Européia de Natação, este torneio é destinado as seleções nacionais (convocando os melhores atletas dos clubes de seus respectivos países) e é disputado anualmente em duas sedes, destinado as categorias 15/16 anos para os homens e 13/14 anos para as mulheres, e nas categorias 17/18 anos para os homens e 15/16 anos para as mulheres. O Brasil participa como convidado do evento desde 1992.
- (Multinations Youth Swimming Meet). Bicampeão Mundial feminino Cat - 13/14 anos: 2013.

 Ouro (100m borboleta) – Tempo: 1m04s54 - Clarissa Rodrigues.(Multinations Youth Swimming Meet 2013, Poznan, Polônia).
 Ouro (Revezamento 4x100m medley) - Tempo: 4m29s69 - Clarissa Rodrigues.
(Multinations Youth Swimming Meet 2013, Poznan, Polônia).
 Prata (Revezamento 4x100m livre) - Tempo: 4m01s63 - Clarissa Rodrigues.
(Multinations Youth Swimming Meet 2013, Poznan, Polônia).
 Prata (Revezamento 4x100m livre) - Tempo: 4m02s47 - Clarissa Rodrigues.
(Multinations Youth Swimming Meet 2012, Corfu, Grécia).

#### Continentais
- Atleta Campeão Sul-americano: 2 vezes.

#### Nacionais
Os campeonatos brasileiros estão sob a chancela da CBDA
- XXIII Campeonato Brasileiro juvenil de verão - Troféu Carlos Campos Sobrinho - 2014.

 Ouro (200m Medley)- Tempo: 2m25s58 - Clarissa Rodrigues. Cat juvenil 1.
 Prata  (100m Borboleta)- Tempo: 1m03s44 - Clarissa Rodrigues. Cat juvenil 1.
 Bronze (100m Costas)- Tempo: 1m07s39 - Isa Maria Galindo. Cat juvenil 1.
- XXIII Campeonato Brasileiro juvenil de inverno - Troféu Dr. Arthur Sampaio Carepa - 2014.

 Prata (50m Livre) - Tempo: 00.27s.44 - Clarissa Rodrigues. Cat juvenil 1.
 Prata (200m Medley) - Tempo: 2m28s80 - Clarissa Rodrigues. Cat juvenil 1.
 Bronze (100m Borboleta) - Tempo:1m04s34 - Clarissa Rodrigues. Cat. juvenil 1.
- XXX Campeonato Brasileiro infantil de inverno - Troféu Ruben Dinard de Araújo - 2013.

 Ouro (200m Medley) - Tempo: 2m29s93 - Clarissa Rodrigues.  Cat. infantil 2.
 Ouro (100m Borboleta) - Tempo: 1m04s30 - Clarissa Rodrigues.  Cat. infantil 2. (batendo o recorde de 2012 de 1m05s40 que era seu).
 Bronze (50m livre) - Tempo: 00.27s.56 - Clarissa Rodrigues.  Cat. infantil 2.
- XXIX Campeonato Brasileiro infantil de inverno - Troféu Ruben Dinard de Araújo - 2012.

 Ouro (100m borboleta) - Tempo: 1m05s40 - Clarissa Rodrigues. Cat. infantil 1.
 Ouro (50m Livre) - Tempo: 00.27s.70 - Clarissa Rodrigues. Cat. infantil 1.
 Bronze (Revezamento 4x50m livre) - Tempo: 1m55s59 - equipe: Clarissa Rodrigues, Isa Galindo, Carolline Gomes e Írla Barbosa.
- XXVII Campeonato Brasileiro infantil de inverno - Troféu Ruben Dinard de Araújo - 2010.

 Bronze (50m Livres) - Tempo: 00m26s97 - Caio Batista. Cat. infantil 1.
- XXV Campeonato Brasileiro infantil de inverno - Troféu Ruben Dinard de Araújo - 2008.

 Ouro (200m Costas) - Tempo: 2m22s82 - Victor Muniz Lindoso. Cat. infantil 1.
 Prata (100m Costas) - Tempo: 1m06s83 - Victor Muniz Lindoso. Cat. infantil 1.
- XXIV Campeonato Brasileiro infantil de inverno - Troféu Ruben Dinard de Araújo - 2007.

 Ouro (200m Medley) - Tempo: 2m19s05 - Gaetan Quirin. Cat. infantil 2.
 Ouro (200m Peito) - Tempo: 2m27s75 - Hugo Quirin. Cat. infantil 2.
 Ouro (100m Peito) - Tempo: 1m08s01 - Hugo Quirin. Cat. infantil 2.
 Prata (200m Medley) - Tempo: 2m19s64 - Hugo Quirin. Cat. infantil 2.
 Prata (400m Medley) - Tempo: 5m07s91 - Gaetan Quirin. Cat. infantil 2.
 Prata (200m Borboleta) - Tempo: 2m35s49 - Carina Moury Fernandes. Cat. infantil 2.
 Bronze (800m Livres) - Tempo: 9m48s12 - Anlise Chiamentti. Cat. infantil 2.
 Bronze (100m Borboleta) - Tempo: 1m09s79 - Carina Moury Fernandes. Cat. infantil 2.
 Bronze (400m Livre) - Tempo: 4m44s68 - Anlise Chiamentti. Cat. infantil 2.
 Bronze (Revezamento 4x100m Medley) - Tempo: 4m30s34 - equipe: Gaetan Quirin, Hugo Quirin, Lucas Martinez e Felipe Lima Nascimento.
- XXIII Campeonato Brasileiro infantil de inverno - Troféu Ruben Dinard de Araújo - 2006.

 Ouro (200m Medley) - Tempo: 2m27s56 - Gaetan Quirin. Cat. infantil 1.
 Ouro (200m Peito) - Tempo: 2m33s80 - Hugo Quirin. Cat. infantil 1.
 Ouro (100m peito) - Tempo: 1m11s04 - Hugo Quirin. Cat. infantil 1.
 Prata (200m Medley) - Tempo: 2m27s88 - Hugo Quirin. Cat. infantil 1.
 Prata (200m Borboleta) - Tempo: 2m36s63 - Louyse Christina Carvalho. Cat. infantil 2.
 Bronze (100m Borboleta) - Tempo: 1m09s83 - Louyse Christina Carvalho. Cat. infantil 2.
 Bronze (200m Borboleta) - Tempo: 2m43s78 - Carina Moury fernandes. Cat. infantil 1.
- XXII Campeonato Brasileiro infantil de inverno - Troféu Ruben Dinard de Araújo - 2005.

 Prata (200m Medley) - Tempo: 2m35s32 - Louyse Christina Carvalho. Cat infantil 1.
 Bronze (100m Borboleta) - Tempo: 1m09s80 - Louyse Christina Carvalho. Cat infantil 1.
- XX Campeonato Brasileiro infantil de inverno - Troféu Ruben Dinard de Araújo - 2003.

 Bronze (100m Costas) - Tempo: 1m14s40 - Ana Carolina Calado. Cat. infantil 1.
- XXXVI Campeonato Brasileiro Infantil de verão - Troféu Maurício Bekenn - 2013.

 Ouro (100m Borboleta) - Tempo: 1m03s56 - Clarissa Rodrigues. cat. infantil 2. (Recorde do Campeonato).
 Ouro (200m Medley) - Tempo: 2m27s15 - Clarissa Rodrigues. cat. infantil 2.
- XXXV Campeonato Brasileiro Infantil de verão - Troféu Maurício Bekenn - 2012.

 Ouro (100m Borboleta) - Tempo: 1m04s19 - Clarissa Rodrigues. Cat. infantil 1. (Recorde da Competição).
 Ouro (50m livre) - Tempo: 00.27s.41 - Clarissa Rodrigues. Cat. infantil 1.
 Prata (100m livre) - Tempo: 1m00s35 - Clarissa Rodrigues. Cat. infantil 1.
- XXXIII Campeonato Brasileiro Infantil de verão - Troféu Maurício Bekenn - 2010.

 Prata (50m livre) - Tempo: 00.26s.14 - Caio Batista. Cat. infantil 1.
- XXXI Campeonato Brasileiro Infantil de verão - Troféu Maurício Bekenn - 2008.

 Prata (200m Costas) - Tempo: 2m23s06 - Victor Muniz Lindoso. Cat. infantil 1.
- XXX Campeonato Brasileiro Infantil de verão - Troféu Maurício Bekenn - 2007.

 Ouro (200m peito) - Tempo: 2m30s80 - Hugo Quirin. Cat. infantil 2.
 Ouro (100m peito) - Tempo: 1m08s37 - Hugo Quirin. Cat. infantil 2.
 Bronze (200m Medley) - Tempo: 2m19s87 - Gaetan Quirin. Cat. infantil 2.
 Bronze (400m Medley) - Tempo: 5m05s27 - Gaetan Quirin. Cat. infantil 2.
- XXIX Campeonato Brasileiro Infantil de verão - Troféu Maurício Bekenn - 2006*.

 Ouro (200m peito) - Tempo: 2m38s41 - Hugo Quirin. Cat. infantil 1.
 Ouro (200m Medley) - Tempo: 2m22s61 - Gaetan Quirin. Cat. infantil 1.
 Ouro (200m Borboleta) - Tempo: 2m36s74 - Carina Moury Fernandes. Cat. infantil 1.
 Ouro (200m Borboleta) - Tempo: 2m28s55 - Louyse Christina Carvalho. Cat. infantil 2.
 Ouro (100m Peito) - Tempo: 1m08s00 - Hugo Quirim. Cat. infantil 1.
 Prata (200m Medley) - Tempo: 2m22s39 - Hugo Quirin. Cat. infantil 1.
 Prata (400m Medley) - Tempo: 5m12s54 - Gaetan Quirin. Cat. infantil 1.
 Prata (100m Peito) - Tempo: 1m12s56 - Gaetan Quirin. Cat. infantil 1.
 Bronze (200m Medley) - Tempo: 2m34s79 - Louyse Christina Carvalho. Cat. infantil 2.
 Bronze (100m Borboleta) - Tempo: 1m09s81 - Carina Moury Fernandes. Cat. infantil 1.
No quadro geral de medalhas o Sport ficou com o vice-campeonato.
- XXVIII Campeonato Brasileiro Infantil de verão - Troféu Maurício Bekenn - 2005.

 Ouro (200m Peito) - Tempo: 2m43s02 - Hugo Quirin. Cat. infantil 1.
 Ouro (100m Peito) - Tempo: 1m12s24 - Hugo Quirin. Cat. infantil 1.
 Prata (200m Medley) - Tempo: 2m35s53 - Louyse Christina Carvalho. Cat. infantil 1.
 Prata (100m Borboleta) - Tempo: 1m08s85 - Louyse Christina Carvalho. Cat. infantil 1.
 Prata (200m Borboleta) - Tempo: 2m31s35 - Louyse Christina Carvalho. Cat. infantil 1.
- XXIII Campeonato Brasileiro Infantil de verão - Troféu Maurício Bekenn - 2000.

 Prata (200m Livre) - Tempo: 2m14s34 - Nathalia Cristina Mesquita. Cat. infantil 2.
 Prata (Revezamento 4x50m Livre feminino) - Tempo: 1m56s19 infantil.
 Bronze (Revezamento 4x100m Livre feminino) - Tempo: 4m15s53 infantil.
- Atletas Campeões Brasileiros: 11 vezes.

#### Regionais
Campeonato Norte–Nordeste Mirim e Petiz de Natação: 2017.
 50 Bronzes.
 39 Pratas.
 25 Bronzes.
Maria Clara Couto - categoria Mirim
David Nícolas - categoria Petiz 2
Maria Gabrielly  - categoria Petiz 2
Individuais:
Maria Mariana ( Petiz 2) - Campeã nos 100m Livre, 200m Livre e 400m Livre  e 3º lugar nos  200m Medley e 50 Costas;
Gabriel Hoffmann ( Petiz 2) - Campeão nos 50 e 100m Costas, 2º lugar nos 50m Livre, 50m Borboleta e 200m Medley;
Maria Clara Couto ( Mirim 2 ) - Campeã nos 50m Peito, 3º lugar nos  50m Costas , 50m Livre e 50m Borboleta;
Maria Gabrielly ( Petiz 1 ) – Prata nas provas de 400m livre, 100 Peito e 200m Medley e Bronze nos 100m Borboleta;
David Nícolas ( Petiz 1) - Prata nas provas de 200 e 400m livre, 100 Peito e 200m Medley;
Alann Sales ( Petiz 2 ) – Bronze nas provas de 100 e 400m Livre;
Camilly Vitória ( Petiz 1 ) - Bronze nos 100m Livre;
Lucas Sales ( Petiz 1 ) - Bronze nos 50m Costas;
Revezamento:
4x50m Livre – Mirim 2 Fem (Paloma, Letícia Torres, Ana Clara e Sabrina) = Prata
4x50m Livre – Petiz 1 Fem ( Camilly, Aninha Alves, Mariana Fialho e Mª Gabrielly ) = Prata
4x50m Livre – Petiz 1 Masc ( David Nicolas, Lucas Sales, Miguel e Thiago Vicente ) = Bronze
4x50m Livre – Petiz 2 Masc (Gabriel Hoffmann, Gabriel Batista, Beckham e Alann) = Ouro
4x50m Medley – Mirim 2 Misto (Paloma Vitória, Ana Clara, Heron e  Daniel Augusto) = Bronze
4x50m Medley – Petiz 1 Misto ( Lucas Sales, Aninha Alves, Mª Gabrielly e David Nícolas) = Prata
4x50m Medley – Petiz 2 Misto (Gabriel Hoffmann, Alann, Mª Mariana e Ana Beatriz = Ouro
4x50m Medley – Mirim 2 Fem (Paloma, Ana Clara, Sabrina e Letícia Torres) = Prata
4x50m Medley – Mirim 2 Masc (João Vinícius, Daniel, Heron e Gabriel Mesquita) = Bronze
4x50m Medley – Petiz 1 Fem (Mariana Fialho, Aninha, Mª Gabrielly e Camilly Victória) = Prata
4x50m Medley – Petiz 1 Masc ( David Nicolas, Lucas Sales, Miguel e Thiago Vicente ) = Bronze
4x50m Medley – Petiz 2 Masc (Gabriel Hoffmann, Alann Sales, Gabriel Batista e Beckham) = Ouro
 Campeonato do Norte–Nordeste (Categoria Petiz 2): 2016.
 Torneio Norte–Nordeste de Clubes Infantil, Juvenil, Júnior e Sênior (Troféu Walter Figueiredo): 2016 (clas. geral).
 Torneio Norte–Nordeste de Clubes Infantil, Juvenil, Júnior e Sênior (Troféu Walter Figueiredo): 2017 (prata).
 Copa Nordeste de Natação: 2014, 2015, 2016 e 2017 (clas. geral).
 Torneio Norte–Nordeste: 2014, 2015, 2016 e 2017 (clas. geral).
 Torneio Nordeste de Clubes - Troféu Sérgio Silva: 2014 e 2015 (clas. geral).
 Copa do Nordeste (categoria sênior): 2012.
 Campeonato do Norte–Nordeste: 13 vezes (em diversas categorias).

#### Estaduais
Troféu Fita Azul: 2019
 Circuito Pernambucano de Natação (Infantil a Sênior): 2017.
 1ª Etapa do Circuito Pernambucano de Natação (Infantil a Sênior): 2017.
Categoria Infantil 1 – Mari Marques, Alann Sales e Gabriel Hoffmann;
Categoria Infantil 2 – Julia Goes;
Categoria Juvenil 1 – Lisa Ananda e Leonardo Santos;
Categoria Juvenil 2 – Maria Eduarda Soriano;
Categoria Junior 1 – Maria Laura;
Categoria Junior 2 - Carol Gomes , Duda Sá e José Fernandes;
Categoria Sênior - Daniel Zocoler, Rogério José, Diogo Halla, Gabriela Soriano e Paula Batista;
Categoria Absoluto:
50m borboleta – Júlia Góes
50m borboleta - Diogo Halla
200m costas – Júlia Góes
200m costas – Daniel Zocoler
800m livre – Gabriela Soriano
1.500m livre – José Fernandes
Revezamento 4x50m livre – Carol Gomes / Gabriela Soriano/ Laura e Júlia Goes
Revezamento 4x50m livre – Daniel Zocoler / Francisco Moraes / Lucas Coelho e Diogo
 2ª Etapa do Circuito Pernambucano de Natação (Infantil a Sênior): 2017.
 Troféu Fita Azul (Infantil a Sênior): 2017.
Mirim II Feminino - Maria Clara Couto
Petiz II Masculino - Davis Nícolas
Infantil 1 Feminino - Mariana Marques
Infantil 1 Masculino- Gabriel Hoffmann
Infantil 2 Feminino - Júlia Góes
Juvenil 1 Feminino - Lisa Ananda
Juvenil 1 Masculino - Leonardo Santos
Juvenil 2 Masculino - José Hugo
Júnior 1 Masculino - Lucas Coelho
Júnior 2 feminino - Carolline Gomes
Júnior 2 Masculino - Francisco Moraes
Sênior Masculino - Diogo Halla
 Torneio Pernambucano: 2014, 2015 e 2016 (clas. geral)
 II Torneio Pernambucano: 2014 e 2016 (clas. geral)
 Campeonato Pernambucano absoluto: 2015 e 2016 (clas. geral)
 Troféu Eficiência 2015.
 Torneio Pernambucano Infantil a Sênior 2016.
 Campeonato Pernambucano: 19 vezes.
 3ª Etapa do Circuito Pernambucano de Natação (Infantil a Sênior): 2017.
Categoria Infantil 1 – Mari Marques, Alann Sales e Gabriel Hoffmann;
Categoria Infantil 2 – Julia Goes, Isabelle Vitória e Pedro Salazar;
Categoria Juvenil 1 – Lisa Ananda;
Categoria Juvenil 2 – Maria Eduarda Soriano e José Hugo;
Categoria Junior 1 – Maria Laura e Mylena Coutinho;
Categoria Junior 2 - Carolline Gomes , Duda Sá, Francisco Moraes e José Fernandes;
Categoria Sênior - Diogo Halla, Rogério José, Gabriela Soriano e Paula Batista;
Categoria Absoluto:
Prova 50m Livre –Absoluto Fem – Maria Laura Oliveira
Prova 50m Livre –Absoluto Masc – Diogo Halla
Prova 100m Peito –Absoluto Fem – Maria Laura Oliveira
Prova 200m Borboleta –Absoluto Fem – Carolline Gomes
Prova 200m Bosboleta –Absoluto Masc – Diogo Halla
Prova 400m Livre –Absoluto Fem – Carolline Gomes
Prova 400m Livre –Absoluto Masc – Rogério José
Prova Revezamento 4x50m Medley –Absoluto Misto – Júlia Goes/ Francisco Morais / Diogo Halla/Carol Gomes
 Torneio Fundão: 2017.
Categoria Mirim 2 fem: Maria Clara Couto
Categoria Petiz 1 Masc: Artur Vilela
Categoria Petiz 2 fem: Maria Gabrielly
Categoria Petiz 2 masc: David Nícolas
Categoria Juvenil 1 masc: Leonardo Santos
Categoria Juvenil 2 fem: Maria Eduarda Soriano
Categoria Juvenil 2 masc: José Hugo
Categoria Junior 2 masc: José Fernandes
Categoria Sênior fem: Gabriela Soriano

## Remo

#### Internacionais
- Campeonato Sul-Americano Master (Quatro Sem 43 anos): 2017.
- Campeonato Sul-Americano Master (Quatro Sem 50 anos): 2017.
- Campeonato Sul-Americano Master (Double D 50 anos): 2017.

#### Nacionais
- Campeonato Brasileiro Remo Sênior: 1996.
- Campeonato Brasileiro Remo Junior: 1996.
- Guarnições Campeãs Brasileiras: 12 vezes.
- Campeonato Brasileiro Peso Leve: 2 vezes.
- Campeonato Brasileiro (categoria) 8+: 2015.
- Campeonato Brasileiro de Remo Barcos Longos (Quatro Sem Sub-23 Feminino com Milena Silva, Leandra Santos e Nárian Carvalho): 2017

#### Regionais
- Copa Norte–Nordeste: 1996, 1997 e 1999.
- Campeonato de Remo de Brasília: 2017.

#### Estaduais
- Campeonato Pernambucano: 54 vezes. 1921, 1922, 1923, 1924, 1928, 1935, 1940, 1948, 1952, 1956, 1958, 1963, 1964, 1968, 1973, 1974, 1975, 1976, 1977, 1978, 1979, 1980, 1981, 1982, 1983, 1985, 1986, 1987, 1988, 1989, 1990, 1991, 1992, 1993, 1994, 1995, 1996, 1997, 1998, 1999, 2000, 2001, 2002, 2003, 2004, 2005, 2006, 2007, 2008, 2009, 2012, 2014, 2015 e 2016.
- Campeão pernambucano em todas as categorias (Junior B, Junior A, Sub23, Sênior, Master, Peso Leve e Estreante): 2017.
- 1ª Etapa do Campeonato Potiguar de Remo: 2017.

## Taekwondo

#### Nacionais
- Campeonato Brasileiro - 1982, 1983. Com Vlademir Vicente,2010. Com Jamil Valdir.
- Copa do Brasil - 2010. Com Jamil Valdir.
- Campeonato Brasileiro (categoria Poom-se) - 2011. Com Djalma Mayer.
- Campeonato Brasileiro (categoria peso pesado feminino Sub21 acima de 73 kg)- 2019. Kelly Rebeca.

#### Regionais
- Open Nordeste 2014.

 Ouro Manuel Leopoldo Carneiro (categoria faixa preta adulto).
 Ouro Jhonathan Santiago (categoria faixa preta sub-21).
 Ouro Amanda Aparecida (categoria 7GUB faixa preta).
 Prata João Santana Bisneto (categoria faixa preta cadete).
 Prata Ewerton Rocha (categoria 2GUB faixa colorida).
 Bronze Mayconn Gullit (categoria faixa preta sub-21).
 Bronze Kelly Barros (categoria faixa preta sub-21).
- Campeão da Liga Nordeste: 4 vezes.

#### Estaduais
- Campeonato Pernambucano de Taekwondo: 2017.
- IX Pesqueira Open Tae-Kwon-Do 2014.

 Ouro Glebson Igor.
 Ouro Evandro Tenório.
 Ouro Júnior Santana.
 Ouro Hemilly Carvalho.
 Ouro Netinho Santana.
 Ouro Natália Ferreira.
 Ouro Nathália Santos.

## Tênis de Mesa

#### Nacionais
- 45º Campeonato Brasileiro - 2014.

Campeão veteranos (55): Domingos Silva
- 42º Campeonato Brasileiro - 2011.

Campeão Masters (50+): Domingos Cardozo.
Campeã Masters (60+): Natália Pereira.

#### Regionais
- VI Aberto de Maceió de Tênis de Mesa Adulto - 2009.
- Troféu Eficiência Olímpico da Copa do Brasil Centro-Norte–Nordeste II - 2014.
- Nordestão de Futebol de Mesa infantil - 2018
- Copa Nordeste de Tênis de Mesa - 2019

#### Estaduais
- Campeão Pernambucano Absoluto - 2009, 2014 e 2017.
- Campeão Pernambucano de Futebol de Mesa Sub-15: 2017.
- Campeão da Série Prata do Pernambucano Individual: 2017.
- Campeão Pernambucano Juvenil - 2008 e 2009.
- Campeão Pernambucano Veterano 40 - 2009.
- 1º Aberto de Tênis de Mesa do Sport - Troféu Sérgio Pontes - 2009.
- Copa Mestre Vitalino - 2009.

## Vôlei

### (Masculino)

#### Regionais
- Copa do Nordeste Brasileiro Masculino: 2016,2017 e 2018

#### Estaduais
- 129 vezes Campeão Pernambucano (várias categorias)
- Recife Open: 2010, 2012 e 2017.
- Copa Cidade do Recife 2016.

### (Categorias de Base)
- Campeão do Nordeste - Juvenil Masculino.
- Campeonato Pernambucano - 2012 , 2014 , 2017 e 2018
- Recife Open - 2014.

#### Sub-19
- Campeonato Pernambucano - 2019

#### Infanto Juvenil
- Campeonato Pernambucano - 2012 e 2017 (invicto).
- Copa Sesc - 2015.

#### Infantil
- Copa Nordeste - 2015.
- Campeonato Pernambucano - 2012.

### (Feminino)

#### Master 30+
- Torneio Master feminino - 2014.

#### Adulto

##### Regionais
- Tricampeão Norte–Nordeste - Adulto Feminino.

##### Estaduais
- Copa cidade do Recife - 2012.

#### Juvenil
- Campeonato Pernambucano - 2013 e 2015.

#### Sub-19
- Campeonato Pernambucano - 2019

#### Infanto Juvenil
- Campeonato Pernambucano - 2014.

#### Infantil
- Campeonato Pernambucano - 2014.

#### Mirim
- Campeonato Pernambucano - 2014.
- Recife Open - 2014.

#### Pré-Mirim
- Campeonato Pernambucano - 2013.

## Atletismo

### Adulto

#### Regionais
- XXXVII Troféu Norte–Nordeste Caixa Governo do Pará de Atletismo. 2013.

 Ouro (Lançamento do Martelo): - Tiago Benedito da Silva: marca 57.43 metros.
- Troféu Norte–Nordeste Caixa de Atletismo de Mirins. 2013.

 Ouro (Pentatlo Moderno): - Anderson Luiz Souza da Silva: pontuação de 5165.

#### Estaduais
- Campeonato Pernambucano de Atletismo por equipes - 2019
- Corrida dos Mascotes 2011.

###### Sub-20
- Campeonato Pernambucano de Atletismo Sub-20 por equipes - 2019

###### Sub-16
- Campeonato Pernambucano de Atletismo Sub-16 por equipes - 2019

## Triathlon

#### Regionais
- Campeonato Alagoano de Triathlon - 2015. (André Pereira).
- 3ª etapa do Campeonato Baiano de Triáthlon (Categoria Júnior): 2017.

## Futebol 7

### (Masculino)

#### Mundiais
- Campeonato Mundial de Clubes de Futebol 7: 2017.

#### Nacionais
- Super League: 2017.

#### Regionais
- Campeonato Brasileiro (Etapa Nordeste): 2016.
- Copa do Nordeste: 2012.

###### Sub-11
- Copa João Pessoa de Fut7- 2018

###### Sub-10
- Copa João Pessoa de Fut7- 2018

###### Sub-9
- Copa João Pessoa de Fut7- 2018

### (Feminino)

#### Estaduais
- I Copa Feminina de Futebol 7: 2010.

## Futebol de areia

### (Masculino)

#### Regionais
- Copa Nordeste de Beach Soccer 2015.

#### Estaduais
- campeonato pernambucano Aquasesc Sesc - 2014 e 2015.

### (Feminino)

#### Nacionais
- Campeonato Brasileiro de Futebol de Areia Feminino: 2012.

#### Estaduais
- Campeonato Pernambucano Aquasesc Sesc 2014.

## Futebol de mesa

### 1 Toque

#### Estaduais
- Campeonato Pernambucano: 2015.

### 12 Toques

#### Nacionais
- Campeonato Brasileiro: 2017.
- Taça Rio: 2015.

#### Inter-regionais
- Torneio Norte–Nordeste Master (Série Prata): 2017

#### Estaduais
- Campeonato Pernambucano Master (Série Ouro): 2017 (Marcellus Andrade)
- Campeonato Pernambucano Master (Série Prata): 2017 (Alexandre Pentinho)
- Campeonato Pernambucano Master (Série Bronze): 2017 (Jhones Souza)
- 2ª Etapa do Campeonato Pernambucano: 2017.
- Campeonato Pernambucano: 2015.

### Infantil
- Campeonato Pernambucano (Sub-15): 2017 (Guguinha)
- 4ª etapa do Campeonato Pernambucano (Sub-15): 2017. (Guguinha)
- 5ª etapa do Campeonato Pernambucano (Sub-15): 2017. (Guguinha)

### Dadinho

#### Nacionais
- Copa do Brasil (Série Bronze): 2017.

#### Inter-regionais
- Torneio Norte–Nordeste: 2017

#### Estaduais
- Campeonato Pernambucano: 2017.
- 4ª Etapa Individual do Campeonato Pernambucano (Série Prata): 2017.

## Handebol

### Adulto

#### Nacionais
- Campeonato Brasileiro de Clubes Masculino: 2016 e 2017
- Copa do Brasil de Clubes Masculino: 2016.
- Handebol Nossa Liga (HNL): 2016

#### Estaduais
- Campeonato Pernambucano (Série Prata): 2016.
- Campeonato Pernambucano : 2016.
- Copa Recife Open : 2018
- Copa Cardeal Arcoverde: 2018

### Júnior (até 21 anos)

#### Estaduais
- Torneio Zonal para o Campeonato Brasileiro Júnior: 2017.
- Campeonato Pernambucano: 2016, 2019

### Juvenil (até 18 anos)

###### Regionais
- Copa João Pessoa de Handebol: 2018

#### Estaduais
- Campeonato Pernambucano: 2016 e 2019
- Copa Recife Open : 2018

### Cadete (até 16 anos)

#### Estaduais
- Campeonato Pernambucano: 2019

### Adulto

#### Estaduais
- Campeonato Pernambucano : 2016.

### Cadete
- Copa Paulista:2018

## Maratonas Aquáticas

#### Nacionais
- 4ª Etapa da IV Copa Brasil de Maratonas: 2017.
- Copa do Brasil de Maratonas Aquáticas (5 km): 2016.

#### Regionais
- Travessia da Praia do Francês (2 km): 2017.
- Festival Alagoas de Maratonas Aquáticas (2,5 km): 2016.

## Automobilismo

#### Nacionais
- Desafio dos Brutos da Copa Truck: 2017.

## Aquatlon

#### Nacionais
- Campeonato Brasileiro Júnior de Aquatlon (Bronze): 2017.

Atleta: Caroll Gomes.